# Rue du Mont-Valérien (Suresnes)
Pour les articles homonymes, voir Rue du Mont-Valérien.
La rue du Mont-Valérien est une voie publique de la commune de Suresnes, dans le département français des Hauts-de-Seine.

## Situation et accès
Cette voie se trouve dans le bas de Suresnes, au sein du quartier historique.
Elle part de la place Henri-IV, qui est une étendue relativement plane au pied du mont Valérien. Se dirigeant en ligne droite vers son sommet, elle progresse en suivant la ligne de plus forte pente du coteau.
Sur son trajet, elle rencontre la rue Émile-Zola, la rue Fizeau et la rue Baudin au niveau de la mairie, devant le monument édifié à la mémoire de Henri Sellier. Elle se termine au croisement de la rue Carnot et de l'avenue Charles-de-Gaulle, où elle est prolongée par l'avenue Franklin-Roosevelt, à l'origine segment de la rue du Mont-Valérien.
Elle est desservie par la gare de Suresnes-Mont-Valérien, sur la ligne L du Transilien (réseau Paris-Saint-Lazare) et la ligne U (La Défense - La Verrière).

## Origine du nom
Elle tient son nom du mont Valérien, qui surplombe Suresnes, et qui permet d'y accéder. Il existe aussi une rue du Mont-Valérien à Saint-Cloud et une rue du Mont-Valérien à Nanterre, communes voisines.

## Historique
Durant des siècles, la partie Est de la rue est une des limites du vieux village de Suresnes. En 1569-1570, celui-ci se dote de fortifications et la rue (alors ruelle des Puits), au niveau du croisement avec l'actuelle rue Berthelot, est l'une des six portes d'entrée et de sortie du village.
Lors de la Première Guerre mondiale, qui mobilise beaucoup d'ouvriers, certaines usines doivent fermer. Des cantines populaires dirigées par la femme du maire sont installées rue du Bac et rue du Mont-Valérien.
Après la fin du conflit, Suresnes accueille quelques troupes qui attendent leur démobilisation, dont le 2e bataillon du 101e régiment d'infanterie, dont les hommes sont logés dans des maisons inhabitées de la rue du Mont-Valérien.
Reprenant une loi de 1919, la loi du 19 juillet 1924 impose aux communes d’établir un projet d’aménagement et d’extension. Il aboutit à la disparition de vieilles maisons de vignerons, d'habitations collectives de chaque côté du pont, de la Seine jusqu'à la mairie, le long de la rue du Mont-Valérien, ainsi que rue de la République. Un plan d'aménagement est ainsi adopté par le conseil municipal le 30 octobre 1927, mettant en œuvre les idées hygiénistes favorisant la lumière et la circulation de l'air portées par le maire Henri Sellier.
Le segment le plus en altitude de la rue est renommé avenue Franklin-Roosevelt en 1939, la dénomination originelle n'étant conservée que pour la section jouxtant le centre-ville et quartier historique de Suresnes,. Avant cette date, la rue du Mont-Valérien était donc l'adresse du musée municipal et de la Société historique de Suresnes, de la pension pour jeunes filles des Demoiselles Linder,, de l'hôpital Foch, du collège Émile-Zola ou encore de la ferme du Mont-Valérien, désormais sis le long de l'avenue (détails concernant ces bâtiments sur l'article de ladite voie).

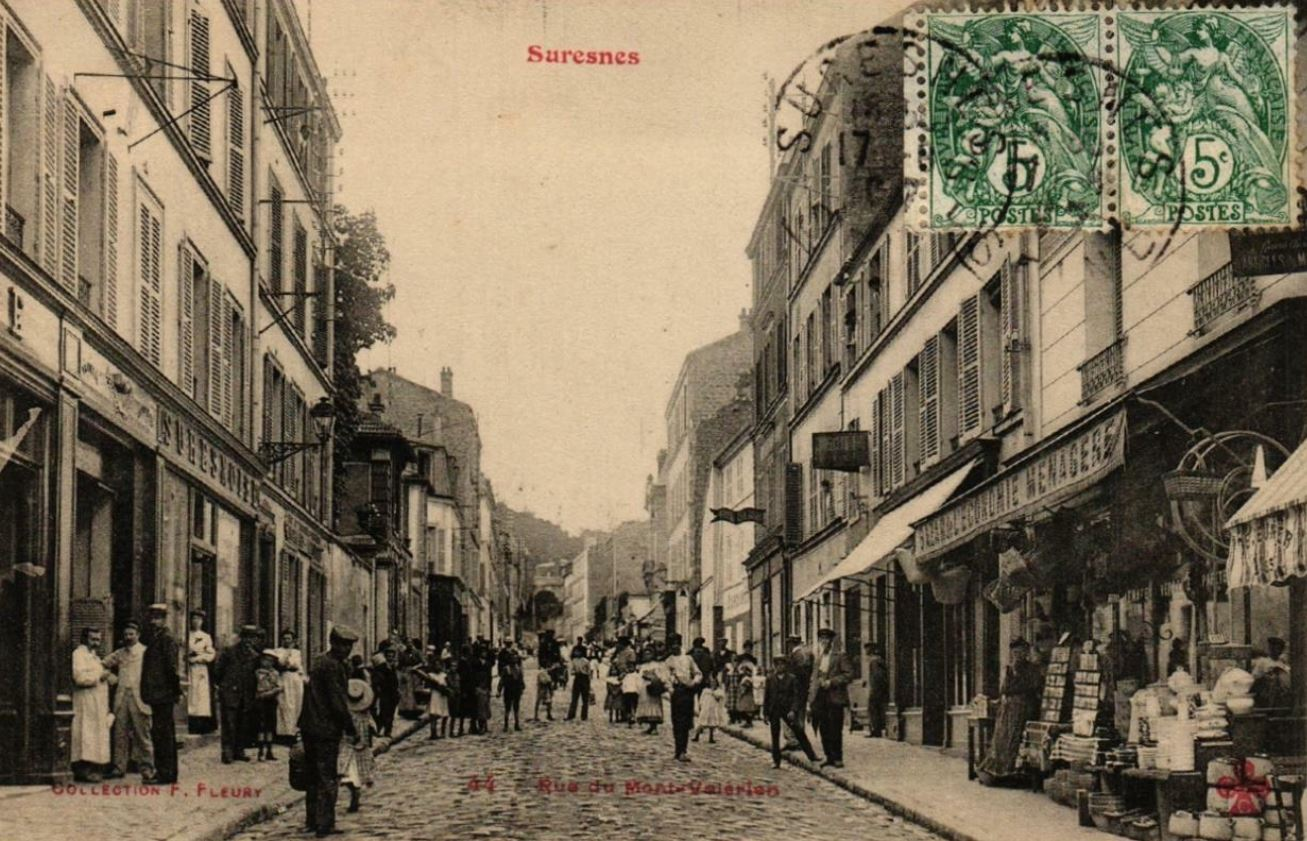
Rue du Mont-Valérien (partie basse).
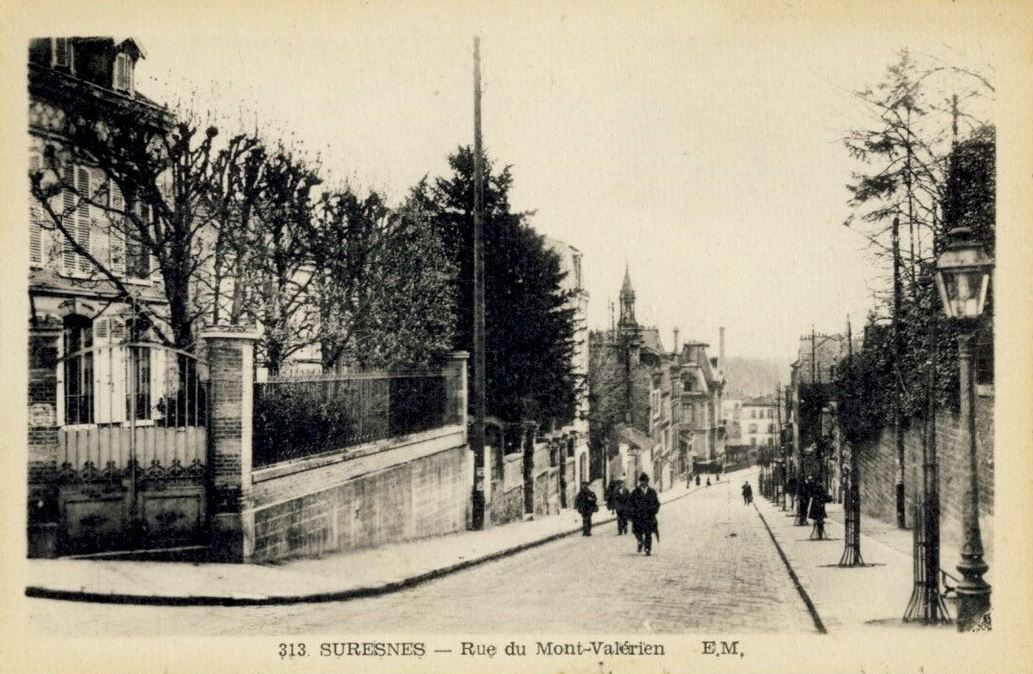
Rue du Mont-Valérien (partie haute).
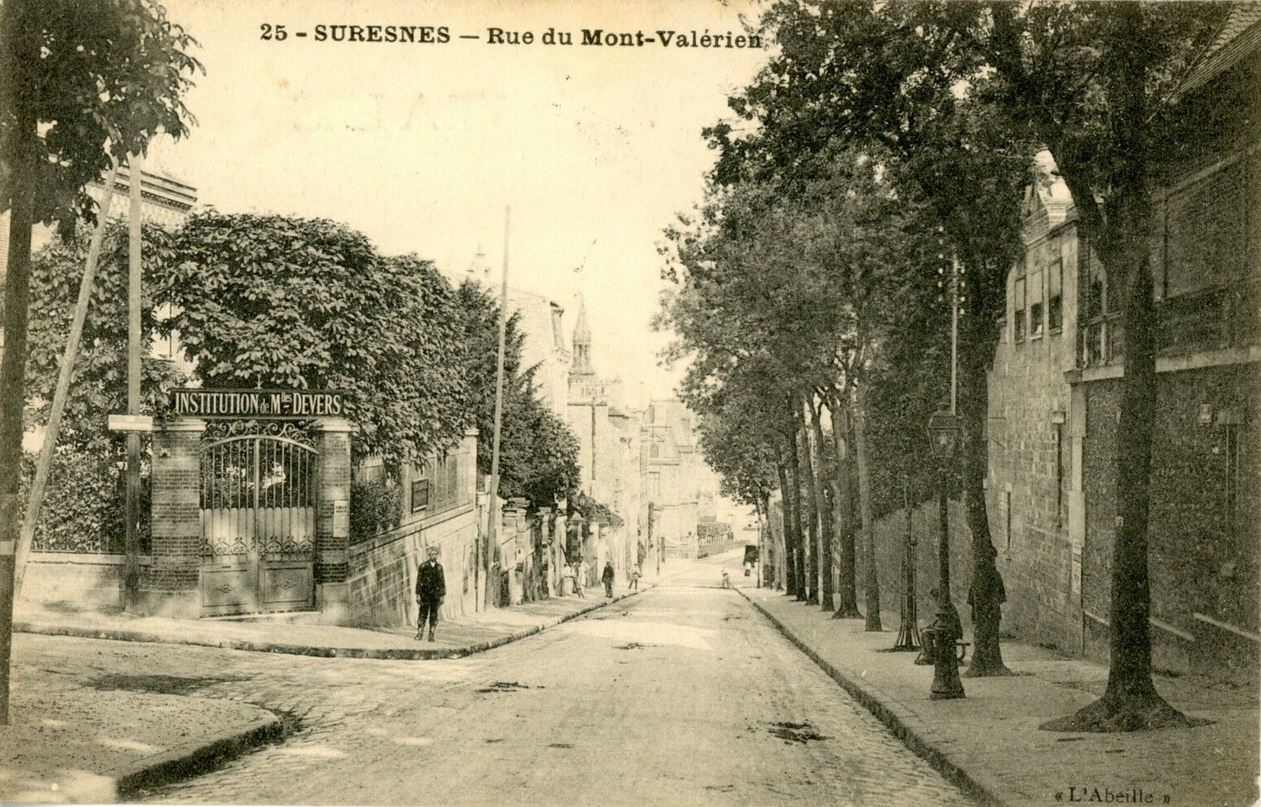
Photo au même niveau. À gauche, l'institution Devers.

## Bâtiments remarquables et lieux de mémoire
- Hôtel de ville de Suresnes.
- Monument à la mémoire de Henri Sellier, ancien maire de la commune, dans le square de la mairie, qui longe la rue. Il est inauguré le 1er décembre 1962[12], à l'emplacement de la statue La Source de Louis d'Ambrosio, elle-même remplaçant un ancien kiosque à musique.

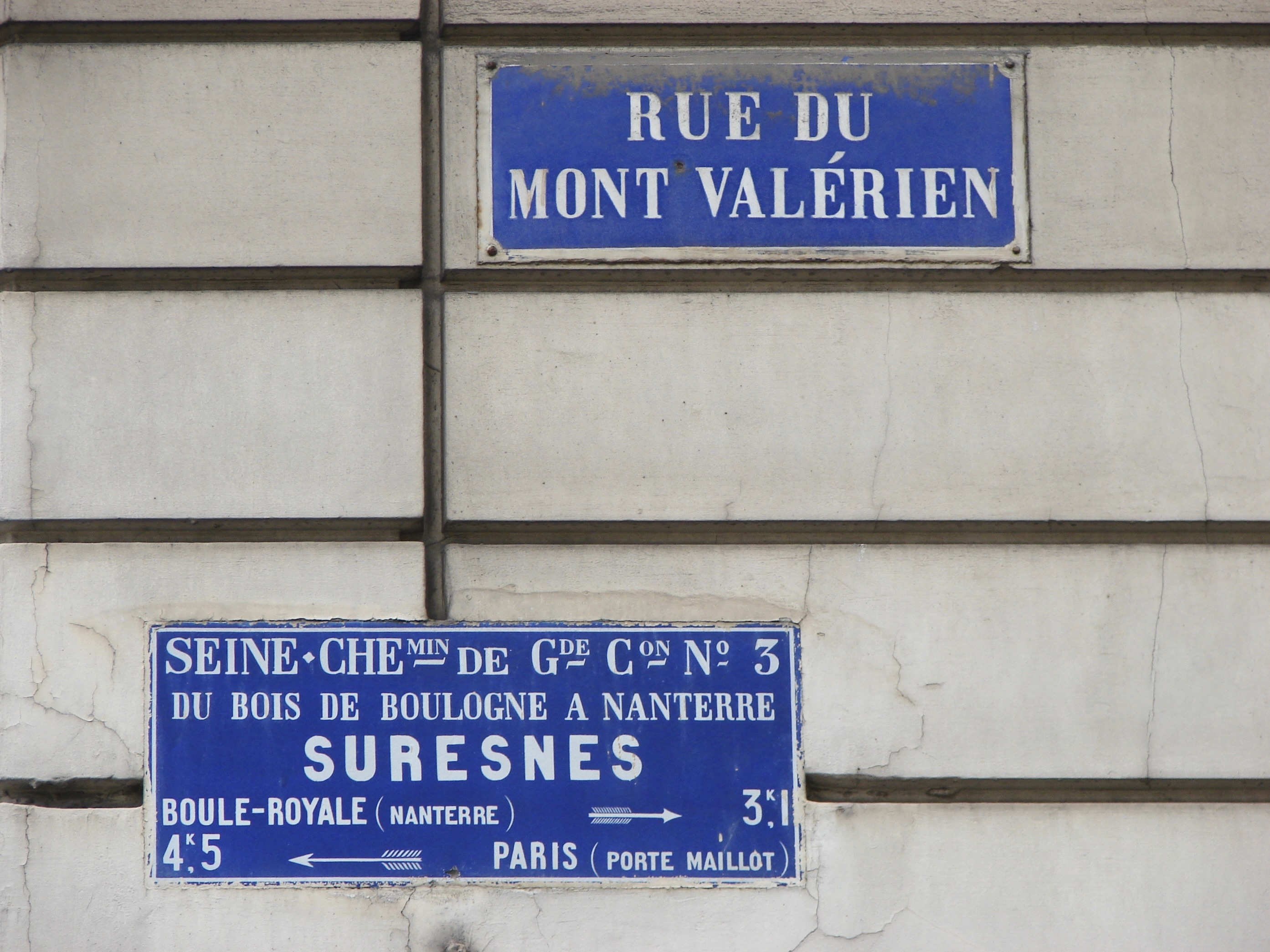
Plaque de la rue du Mont-Valérien.
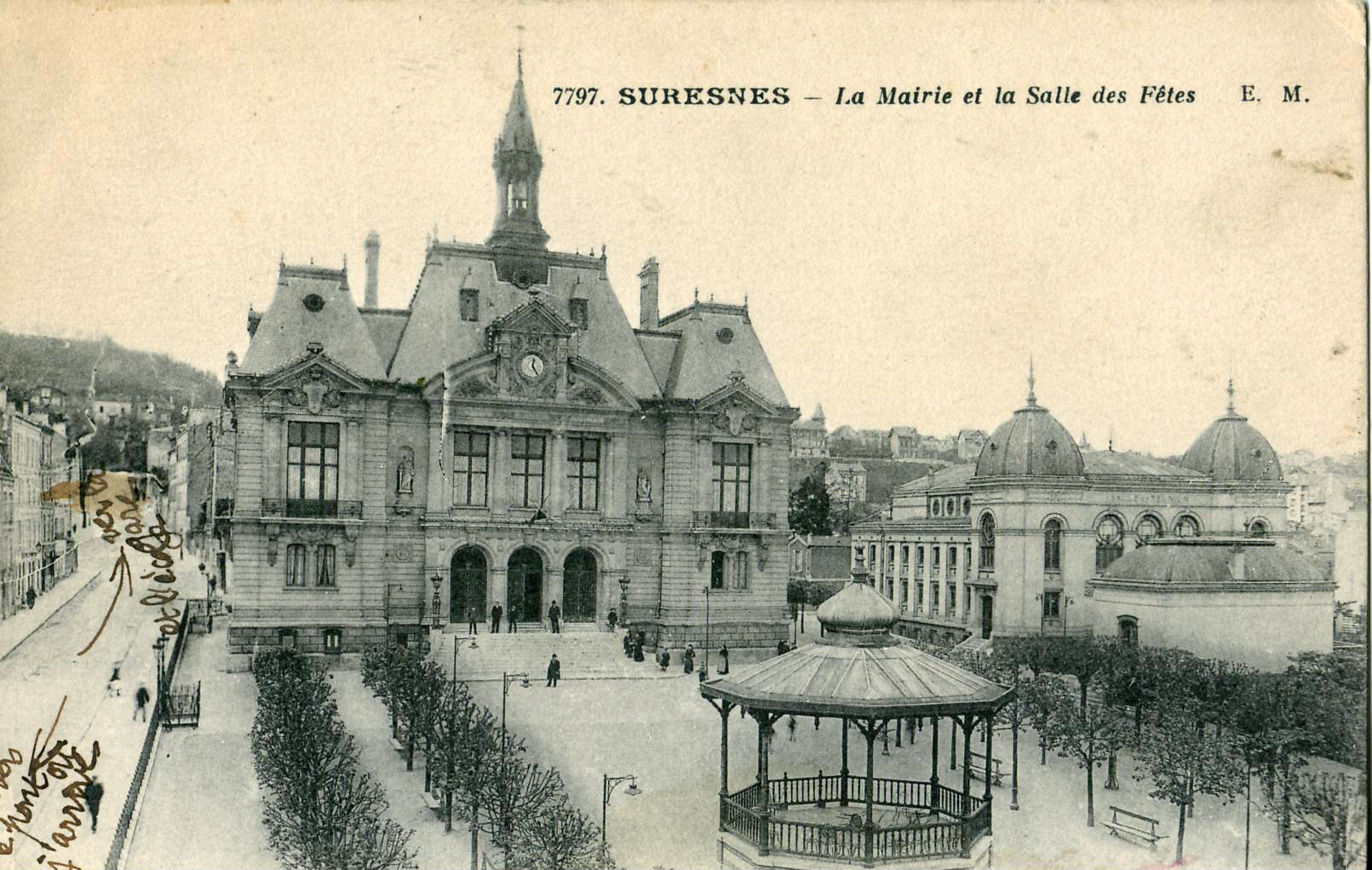
Photo ancienne de la mairie et du square, avec la rue à gauche.
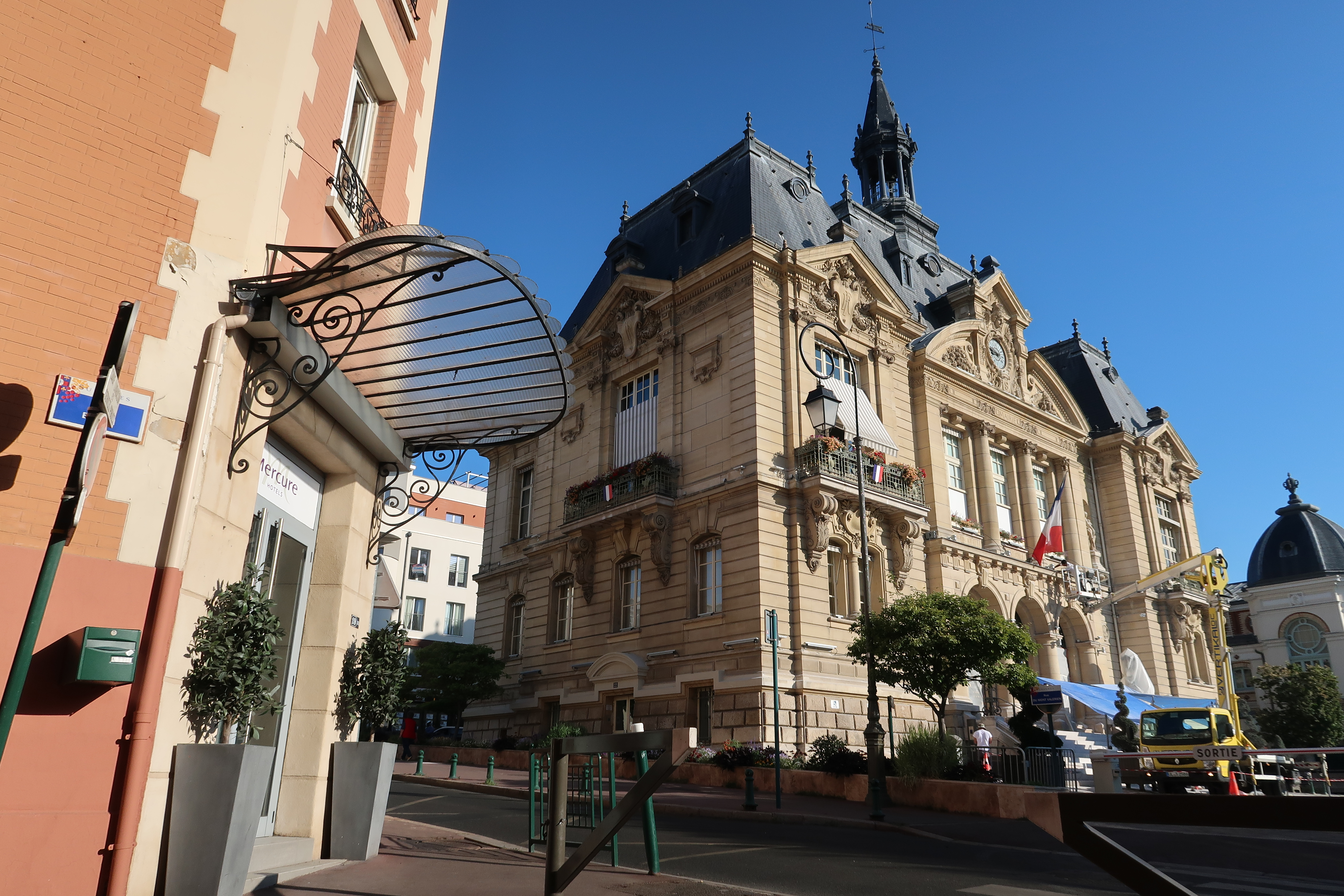
La mairie et la rue de nos jours.
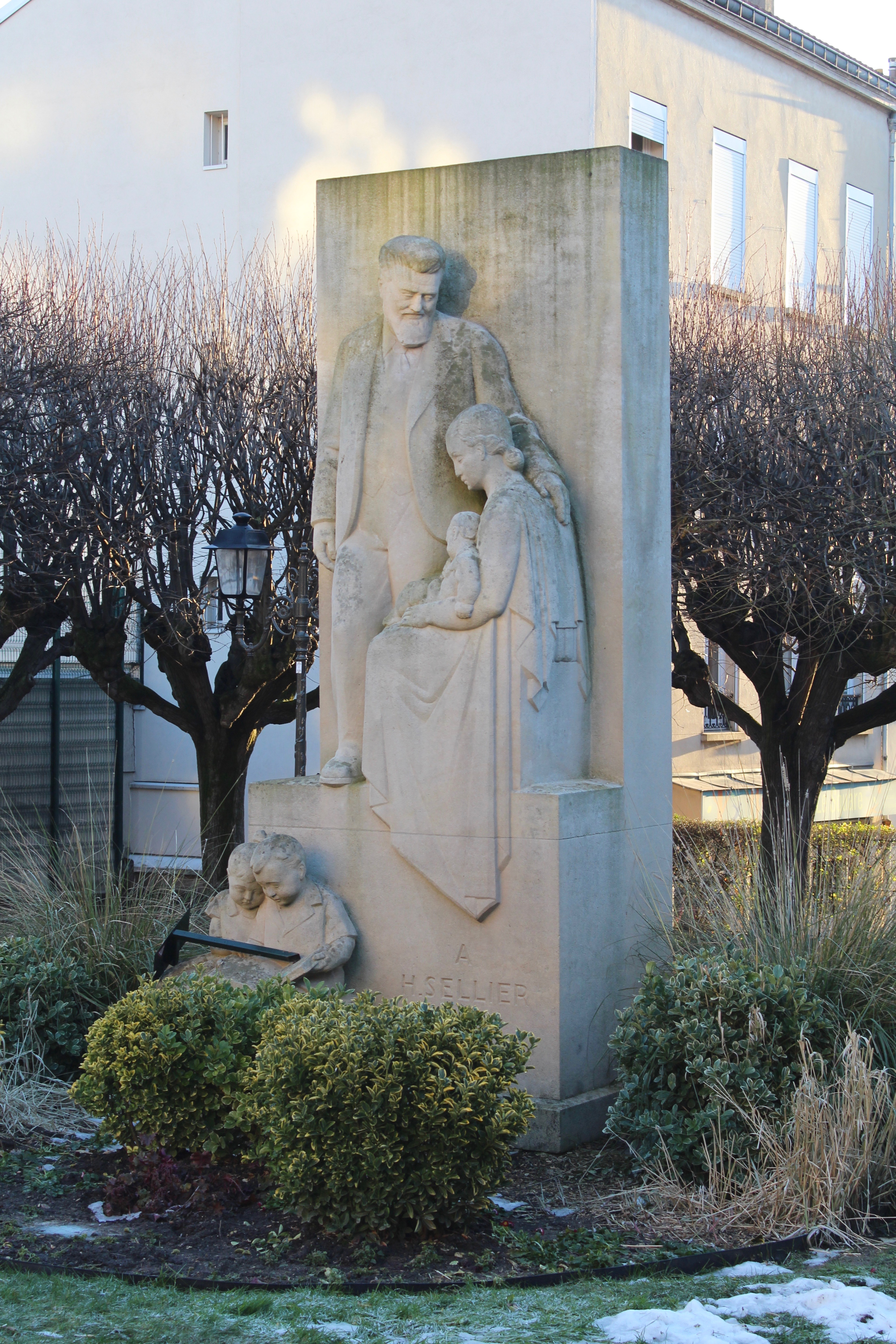
Monument à Henri Sellier, à la place de l'ancien kiosque.